# Armășești
Armășești est une commune du județ de Ialomița en Roumanie.